# Fairmairoplia cristata
Fairmairoplia cristata är en skalbaggsart som beskrevs av Marc Lacroix 1997. Fairmairoplia cristata ingår i släktet Fairmairoplia och familjen Melolonthidae. Inga underarter finns listade i Catalogue of Life.